# Brauerei Lüdde
 (septembre 2022).
La Brauerei Lüdde est une brasserie à Quedlinbourg.
La maison se situe au 14 Blasiistrasse, au sud-ouest de la place du marché de la ville. Elle est inscrite au registre des monuments de Quedlinbourg. À l'est du bâtiment, une petite ruelle mène à la Blasiistraße, où se trouve la maison de la Blasiistraße 12, qui est également un bâtiment classé.

## Histoire
La brasserie de bière brune Schreibersche est fondée en 1807 sur le site de la brasserie actuelle. L'entreprise est reprise en 1876 par Carl-Friedrich Lüdde de Schöningen. Il érige les bâtiments qui existent encore aujourd'hui. Une inscription du bâtiment fait référence à l'année de construction 1876. De la bière brune est brassée. Les clients, à qui la bière est livrée à cheval et en charrette, doivent mélanger la bière non mûre avec de l'eau, la verser dans des bouteilles à couvercle basculant, puis la laisser mûrir pendant quelques jours. Le nom de Pubarschbang devient populaire et est toujours utilisé pour commercialiser la bière aujourd'hui.
La brasserie s'agrandit et fournit des clients dans un rayon d'environ 60 kilomètres dans les années 1930. Les clients sont approvisionnés à Magdebourg et Nordhausen ainsi qu'à Eichsfeld. Quatre calèches et 14 petits camions sont disponibles pour la livraison.
La production est interrompue pendant la Seconde Guerre mondiale. Georg Lüdde reprend la production à l'automne 1945. Cependant, les ventes baissent. Les usines ont besoin d'être modernisées, des boissons plus modernes sont désormais demandées sur le marché et le climat économique pour les entreprises privées en RDA est défavorable. Georg Lüdde cesse ses activités le 1er octobre 1966 à l'âge de 65 ans.
Après le changement politique de 1989, la famille de la nièce Georg Lüddes devient propriétaire du bâtiment de la brasserie, qui est en mauvais état structurel. Il est transformé en auberge brasserie. La cour est construite dans le style du Gründerzeit et transformée en chambre d'amis. Une salle de brassage à deux machines est installée. Les salles de stockage sont désormais aménagées dans les anciennes écuries.
En plus de la bière brune de fermentation haute Pubarschbang, de la pils, de la Schwarzbier, de la bock et de la bière blanche sont également brassées.